# Wladyslaw Buchow
Wladyslaw Serhijowytsch Buchow (ukrainisch Владислав Сергійович Бухов, wiss. Transliteration Vladyslav Serhijovyč Buchov; * 5. Juli 2002 in Donezk) ist ein ukrainischer Schwimmer.

## Karriere
Buchow nahm erstmals im Sommer 2018 an internationalen Wettkämpfen teil. Im Juli 2019 errang er seine ersten Medaillen – bei der Jugendeuropameisterschaft in Kasan gewann er über 50 m und 100 m Freistil Bronze. Ende August desselben Jahres konnte er bei der Jugend-WM in Budapest Gold über 50 m Freistil gewinnen.
Im Mai 2021 folgte die erste Teilnahme an Schwimmeuropameisterschaften der Herren. Über 50 m Freistil und 50 m Schmetterling konnte der Ukrainer jeweils das Halbfinale erreichen. Zwei Monate später nahm er an den Olympischen Spielen in Tokio teil. Auch hier erreichte er über 50 m Freistil das Halbfinale.